# Gähsnitz
Gähsnitz ist ein Ortsteil von Nobitz im Landkreis Altenburger Land in Thüringen. Die Gemeinde Gähsnitz wurde am 1. Januar 1973 nach Ziegelheim eingemeindet, welche wiederum am 6. Juli 2018 in die Gemeinde Nobitz eingegliedert wurde. Gähsnitz gehörte aufgrund der teilweisen historischen Zugehörigkeit zur Grundherrschaft Ziegelheim bis 1928 teilweise und danach bis 1952 vollständig zu Sachsen.

## Geographie

### Lage und Verkehr
Gähsnitz befindet sich wie der Nachbarort Ziegelheim im Altenburger überlössten Hügelland südlich des Leinawaldes und Altenburgs. Die Bundesstraße 180 tangiert südwestlich den Raum. Mit den Kreisstraßen 202 und 203 wird die Gemeinde verkehrsmäßig erschlossen. Der Ort grenzt seit 1952 im Süden an Sachsen. Davor gehörte er bis auf einen kleinen thüringischen Teil (zwei Güter und zwei Exklaven) mit der Grundherrschaft Ziegelheim zu Sachsen. Zum sächsischen und thüringischen Anteil von Gähsnitz gehörten jeweils mehrere Exklaven, die im jeweils anderen Gebiet lagen.

### Nachbarorte
| Gösdorf | Ziegelheim                                  |            |
|         | Kompassrose, die auf Nachbargemeinden zeigt | Heiersdorf |
| Harthau | Niederwiera                                 | Röhrsdorf  |

## Geschichte

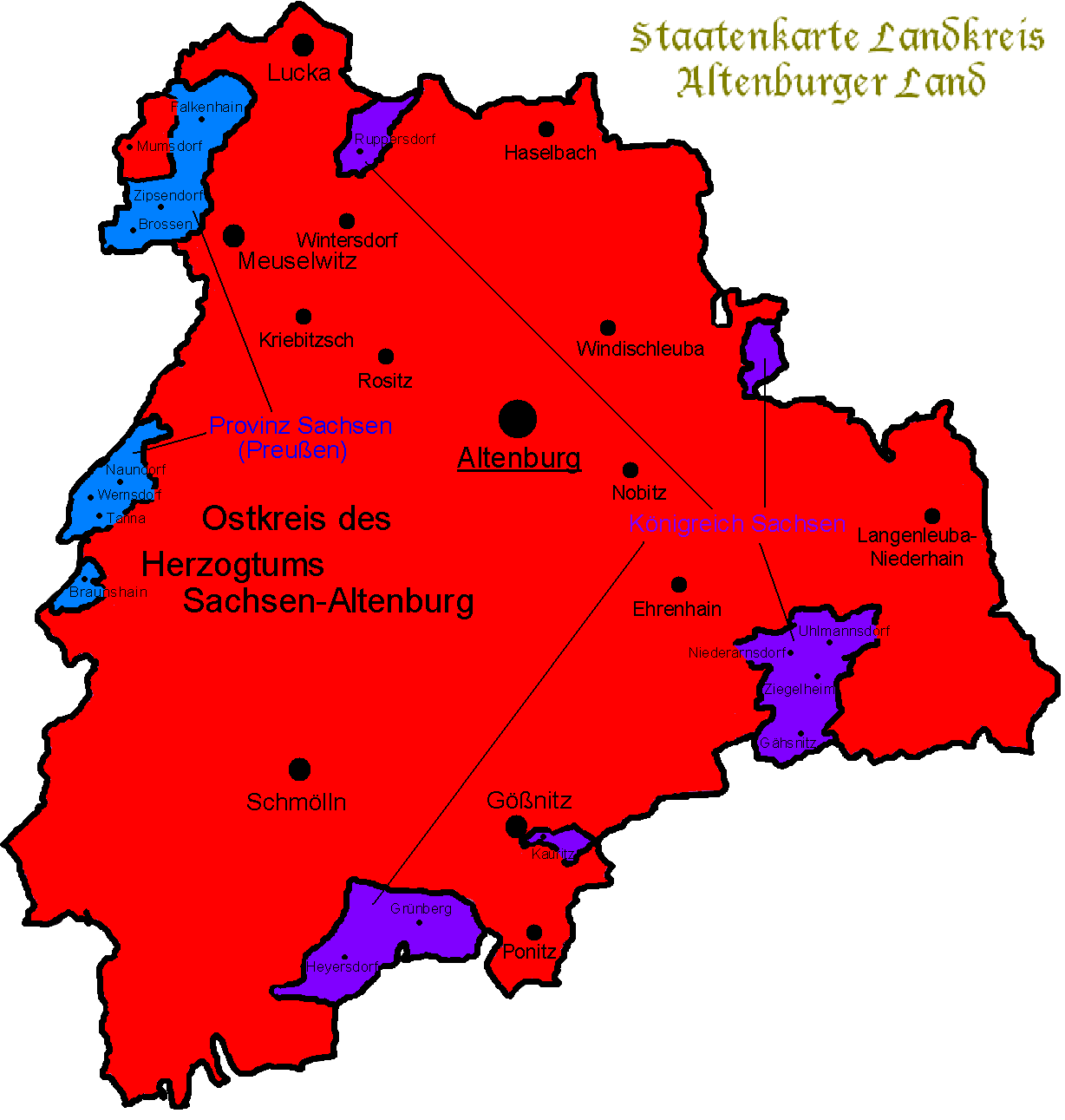
Lage der sächsischen Grundherrschaft Ziegelheim im Süden des Altenburger Lands

Im Jahr 1336 wurde der weilerartige Ortsteil erstmals urkundlich genannt. Die Schreibweisen des Orts variieren stark zwischen verschiedenen Varianten von Gähsnitz (meist eher für den größeren sächsischen Teil gebraucht) und Jesenitz (meist eher für den kleineren altenburgischen Teil gebraucht).
Gähsnitz/Jesenitz weist wie die Nachbarorte Heiersdorf und Frohnsdorf eine historische Besonderheit auf, jedoch in genau umgekehrten Verhältnis: während der größte Teil des Orts historisch zur schönburgischen Grundherrschaft Ziegelheim unter sächsischer Lehnsherrschaft stand, gehörten zwei Höfe im Zentrum des Orts und zwei weitere Grundstücke (Exklaven) bis 1928 zum sachsen-altenburgischen bzw. thüringischen Nachbarort Röhrsdorf. Kirchlich war der sächsische Anteil ins sächsische Oberwiera eingepfarrt, der altenburgische bzw. thüringische Anteil in das altenburgische bzw. thüringische Niederwiera. Politisch gesehen liegen Oberwiera und Niederwiera heute in Sachsen, Gähsnitz hingegen in Thüringen. Kirchlich gehört Gähsnitz bis heute zur Evangelisch-Lutherischen Landeskirche Sachsens, wodurch sich anhand des sächsischen Kirchenbezirks Glauchau-Rochlitz die historische Situation der Landesgrenze bei Ziegelheim nachvollziehen lässt.

### Gähsnitz (sächsischer Anteil)
Der sächsische Anteil von Gähsnitz umfasste den größten Teil des Orts und zwei Exklaven in altenburgischen bzw. thüringischem Gebiet. Er bildete als südlicher Ort der Grundherrschaft Ziegelheim die territoriale Verbindung zum sächsischen bzw. schönburgischen Gebiet.
Gähsnitz (sächs. Anteil) gehörte zur Grundherrschaft Ziegelheim, die als sächsisches Lehen im Besitz der Herren von Schönburg war. Nach 1813 wurde das Patrimonialgericht Ziegelheim durch das schönburgische Justizamt Remse verwaltet. Zwischen dem Königreich Sachsen und dem Haus Schönburg erfolgte im Jahr 1835 eine Neuordnung ihres Verhältnisses. Dabei wurden die unter sächsischer Lehnsherrschaft stehenden schönburg-waldenburgischen Gebiete wie die Herrschaft Remse und die Grundherrschaft Ziegelheim unter die Verwaltung des königlich-sächsischen Amts Zwickau gestellt. Am 25. September 1856 wurden die gerichtlichen Befugnisse der Grundherrschaft Ziegelheim wie auch die der Herrschaft Remse an den sächsischen Staat abgetreten. Gähsnitz (sächs. Anteil) wurde seitdem bis zur Neuordnung der Verwaltung im Königreich Sachsen im Jahr 1875 durch das Gerichtsamt Remse verwaltet. Ab 1875 gehörten die Orte der einstigen Grundherrschaft Ziegelheim zunächst zur Amtshauptmannschaft Zwickau. Nachdem auf dem Gebiet der Rezessherrschaften Schönburg im Jahr 1878 eine Verwaltungsreform durchgeführt wurde, kamen sie mit dem gesamten ehemaligen Gerichtsamtsbezirk Remse im Jahr 1880 zur neu gegründeten sächsischen Amtshauptmannschaft Glauchau. Gähsnitz (sächs. Anteil) gehörte ab 1918 zum Freistaat Sachsen.

### Jesenitz (altenburg. bzw. thür. Anteil)
Der kleinere Teil von Gähsnitz, als Jesenitz bezeichnet, gehörte politisch zum südöstlich gelegenen Nachbarort Röhrsdorf. Jesenitz bestand aus zwei Gehöften im Zentrum von Gähsnitz sowie je einer Exklave westlich und östlich des Orts. Das altenburgische Gebiet von Jesenitz umschloss wiederum zwei sächsische Parzellen vollständig. Diese lagen im Osten und Südwesten von Gähsnitz. Jesenitz gehörte wie Röhrsdorf zum wettinischen Amt Altenburg, welches ab dem 16. Jahrhundert aufgrund mehrerer Teilungen im Lauf seines Bestehens unter der Hoheit folgender Ernestinischer Herzogtümer stand: Herzogtum Sachsen (1554 bis 1572), Herzogtum Sachsen-Weimar (1572 bis 1603), Herzogtum Sachsen-Altenburg (1603 bis 1672), Herzogtum Sachsen-Gotha-Altenburg (1672 bis 1826). Bei der Neuordnung der Ernestinischen Herzogtümer im Jahr 1826 kam Jesenitz (altenburg. Anteil) wiederum zum Herzogtum Sachsen-Altenburg. Nach der Verwaltungsreform im Herzogtum gehörte der Ort bezüglich der Verwaltung zum Ostkreis (bis 1900) bzw. zum Landratsamt Altenburg (ab 1900). Jesenitz gehörte ab 1918 zum Freistaat Sachsen-Altenburg, der 1920 im Land Thüringen aufging. 1922 kam Jesenitz (thür. Anteil) zum Landkreis Altenburg.

### Geschichte von Gähsnitz seit 1928
Im Jahr 1928 erfolgten ein Gebietsaustausch und eine Grenzbereinigung zwischen dem Freistaat Sachsen und dem Land Thüringen.
In dem thüringisch-sächsischen Staatsvertrag vom 7. Dezember 1927 wurden bereits im Vorfeld die Gebiete festgesetzt, die die Länder wechselten. Der Gesetzesentwurf stammt vom 15. März 1928. Dadurch wurden die drei Parzellen des thüringischen Anteils von Jesenitz vollständig an Sachsen abgetreten und mit dem sächsischen Anteil zur Gemeinde Gähsnitz vereinigt.
Bei der zweiten Kreisreform in der DDR wurden 1952 die bestehenden Länder aufgelöst und die Landkreise neu zugeschnitten. Somit kamen die bisher sächsischen Gemeinden Gähsnitz und Ziegelheim mit dem Kreis Altenburg, der aus seinem historisch zu Thüringen gehörigen Umfeld herausgelöst wurde, an den Bezirk Leipzig. Am 1. Januar 1957 wurde Gähsnitz nach Ziegelheim eingemeindet. Als Ortsteil der Gemeinde Ziegelheim gehörte Gähsnitz seit 1990 zum thüringischen Landkreis Altenburg, der 1994 im Landkreis Altenburger Land aufging. 2012 wohnten hier 50 Personen. Am 6. Juli 2018 wurde Ziegelheim nach Nobitz eingemeindet, wodurch Gähsnitz ein Ortsteil von Nobitz wurde.